# Walt Bellamy
Pour les articles homonymes, voir Bellamy.
Walter Jones Bellamy (né le 24 juillet 1939 à New Bern, Caroline du Nord et mort le 2 novembre 2013) est un joueur professionnel américain de basket-ball.

## Jeux olympiques d'été de 1960
Bellamy est le pivot titulaire de l'équipe américaine médaillée d'or aux jeux olympiques 1960 de Rome. Dix des joueurs de cette équipe, qui termine la compétition invaincue, furent ensuite professionnels en NBA, dont les futurs « Hall of Famers » Jerry West, Oscar Robertson et Jerry Lucas. Cette équipe est introduite au Basketball Hall of Fame.

## Carrière NBA
Bellamy a connu une carrière de 14 années en National Basketball Association et fut le premier choix de la Draft de la NBA en 1961. Bellamy fut nommé NBA Rookie of the Year en 1962, faisant partie d'une des plus belles générations de l'histoire de la NBA (avec Wilt Chamberlain et Oscar Robertson). Sa moyenne de 31,6 points par match cette saison-là est la deuxième meilleure de tous les temps derrière celle de Wilt Chamberlain (37,6), et avec ses 19,0 rebonds par match, il se classe troisième de l'histoire pour un rookie (derrière Chamberlain et Bill Russell). Lors de cette première saison, Bellamy présente le meilleur pourcentage de réussite de la ligue. Il est également retenu pour le NBA All-Star Game où il réussit 23 points et capte 17 rebonds.
Il évolua aux Hawks d'Atlanta, aux Bullets de Baltimore, aux Packers de Chicago, aux Pistons de Détroit, au Jazz de La Nouvelle-Orléans et aux Knicks de New York.
À cause d'un transfert effectué lors de la saison 1968-1969, Bellamy détient, le record du nombre de rencontres NBA disputés en une seule saison, soit 88.
Bellamy finit sa carrière NBA avec 20 941 points et 14 241 rebonds. Bellamy fut intronisé au Basketball Hall of Fame en 1993.

## Statistiques
gras = ses meilleures performances

### Universitaires
Statistiques en université de Walt Bellamy
| Saison    | Équipe   | Matchs | Titul. | Min./m | % Tir | % 3pts | % LF | Rbds/m. | Pass/m. | Int/m. | Ctr/m. | Pts/m. |
| --------- | -------- | ------ | ------ | ------ | ----- | ------ | ---- | ------- | ------- | ------ | ------ | ------ |
| 1958-1959 | Indiana  | 22     | —      | —      | 51,2  | —      | 61,0 | 15,2    | —       | —      | —      | 17,4   |
| 1959-1960 | Indiana  | 24     | —      | —      | 53,5  | —      | 70,2 | 13,5    | —       | —      | —      | 22,4   |
| 1960-1961 | Indiana  | 24     | —      | —      | 50,1  | —      | 64,7 | 17,8    | —       | —      | —      | 21,8   |
| Carrière  | Carrière | 70     | —      | —      | 51,7  | —      | 65,4 | 15,5    | —       | —      | —      | 20,6   |

### Professionnelles

#### Saison régulière
Légende :
| Recrue/rookie de la saison | Meilleur joueur de cette catégorie statistique de la saison |

gras = ses meilleures performances
Statistiques en saison régulière de Walt Bellamy
| Saison        | Équipe              | Matchs | Titul. | Min./m | % Tir | % 3pts | % LF  | Rbds/m. | Pass/m. | Int/m. | Ctr/m. | Pts/m. |
| ------------- | ------------------- | ------ | ------ | ------ | ----- | ------ | ----- | ------- | ------- | ------ | ------ | ------ |
| 1961-1962     | Chicago             | 79     | —      | 42,3   | 51,9  | —      | 64,4  | 19,0    | 2,7     | —      | —      | 31,6   |
| 1962-1963     | Chicago             | 80     | —      | 41,3   | 52,7  | —      | 67,4  | 16,4    | 2,9     | —      | —      | 27,9   |
| 1963-1964     | Baltimore           | 80     | —      | 42,4   | 51,3  | —      | 65,1  | 17,0    | 1,6     | —      | —      | 27,0   |
| 1964-1965     | Baltimore           | 80     | —      | 41,3   | 50,9  | —      | 68,5  | 14,6    | 2,4     | —      | —      | 24,8   |
| 1965-1966     | Baltimore           | 8      | —      | 33,5   | 45,2  | —      | 59,7  | 12,8    | 2,3     | —      | —      | 19,0   |
| 1965-1966     | New York            | 72     | —      | 42,8   | 51,2  | —      | 62,7  | 16,0    | 3,0     | —      | —      | 23,2   |
| 1966-1967     | New York            | 79     | —      | 38,1   | 52,1  | —      | 63,6  | 13,5    | 2,6     | —      | —      | 19,0   |
| 1967-1968     | New York            | 82     | —      | 32,9   | 54,1  | —      | 66,2  | 11,7    | 2,0     | —      | —      | 16,7   |
| 1968-1969     | New York            | 35     | —      | 32,5   | 50,7  | —      | 61,9  | 11,0    | 2,2     | —      | —      | 15,2   |
| 1968-1969     | Détroit             | 53     | —      | 38,2   | 51,2  | —      | 66,3  | 13,5    | 1,9     | —      | —      | 18,8   |
| 1969-1970     | Détroit             | 56     | —      | 20,9   | 54,7  | —      | 56,2  | 7,1     | 1,0     | —      | —      | 10,0   |
| 1969-1970     | Atlanta             | 23     | —      | 37,2   | 49,1  | —      | 60,5  | 13,5    | 3,8     | —      | —      | 15,5   |
| 1970-1971     | Atlanta             | 82     | —      | 35,5   | 49,3  | —      | 60,4  | 12,9    | 2,8     | —      | —      | 14,7   |
| 1971-1972     | Atlanta             | 82     | —      | 38,9   | 54,5  | —      | 58,5  | 12,8    | 3,2     | —      | —      | 18,6   |
| 1972-1973     | Atlanta             | 74     | —      | 37,9   | 50,5  | —      | 53,8  | 13,0    | 2,4     | —      | —      | 16,1   |
| 1973-1974     | Atlanta             | 77     | —      | 31,7   | 48,6  | —      | 60,8  | 9,6     | 2,5     | 0,7    | 0,6    | 13,1   |
| 1974-1975     | La Nouvelle-Orléans | 1      | —      | 14,0   | 100,0 | —      | 100,0 | 5,0     | 0,0     | 0,0    | 0,0    | 6,0    |
| Carrière      | Carrière            | 1043   | —      | 37,3   | 51,6  | —      | 63,2  | 13,7    | 2,4     | 0,7    | 0,6    | 20,1   |
| All-Star Game | All-Star Game       | 4      | 3      | 20,8   | 50,0  | —      | 52,6  | 7,5     | 1,0     | —      | —      | 12,0   |

#### Playoffs
Légende :
| Meilleur joueur de cette catégorie statistique de la saison |

Statistiques en playoffs de Walt Bellamy
| Saison   | Équipe    | Matchs | Titul. | Min./m | % Tir | % 3pts | % LF | Rbds/m. | Pass/m. | Int/m. | Ctr/m. | Pts/m. |
| -------- | --------- | ------ | ------ | ------ | ----- | ------ | ---- | ------- | ------- | ------ | ------ | ------ |
| 1965     | Baltimore | 10     | —      | 42,7   | 46,8  | —      | 66,3 | 15,1    | 3,4     | —      | —      | 20,9   |
| 1967     | New York  | 4      | —      | 39,3   | 51,9  | —      | 58,6 | 16,5    | 3,0     | —      | —      | 18,3   |
| 1968     | New York  | 6      | —      | 46,2   | 42,1  | —      | 62,5 | 16,0    | 3,5     | —      | —      | 20,0   |
| 1970     | Atlanta   | 9      | —      | 40,9   | 46,8  | —      | 71,7 | 15,6    | 3,9     | —      | —      | 16,8   |
| 1971     | Atlanta   | 5      | 5      | 43,2   | 59,4  | —      | 75,9 | 14,4    | 2,0     | —      | —      | 20,8   |
| 1972     | Atlanta   | 6      | 6      | 41,2   | 48,8  | —      | 62,8 | 13,7    | 1,8     | —      | —      | 18,5   |
| 1973     | Atlanta   | 6      | 6      | 41,2   | 39,5  | —      | 45,2 | 12,2    | 2,2     | —      | —      | 13,7   |
| Carrière | Carrière  | 46     | 17     | 42,2   | 47,1  | —      | 64,2 | 14,8    | 3,0     | —      | —      | 18,5   |

## Vie privée
Bellamy est un membre important de Alpha Phi Alpha, la première fraternité créée pour des Afro-Américains. Son demi-frère était le boxeur Ron Bellamy.

## Pour approfondir